# تبغ أونشينو

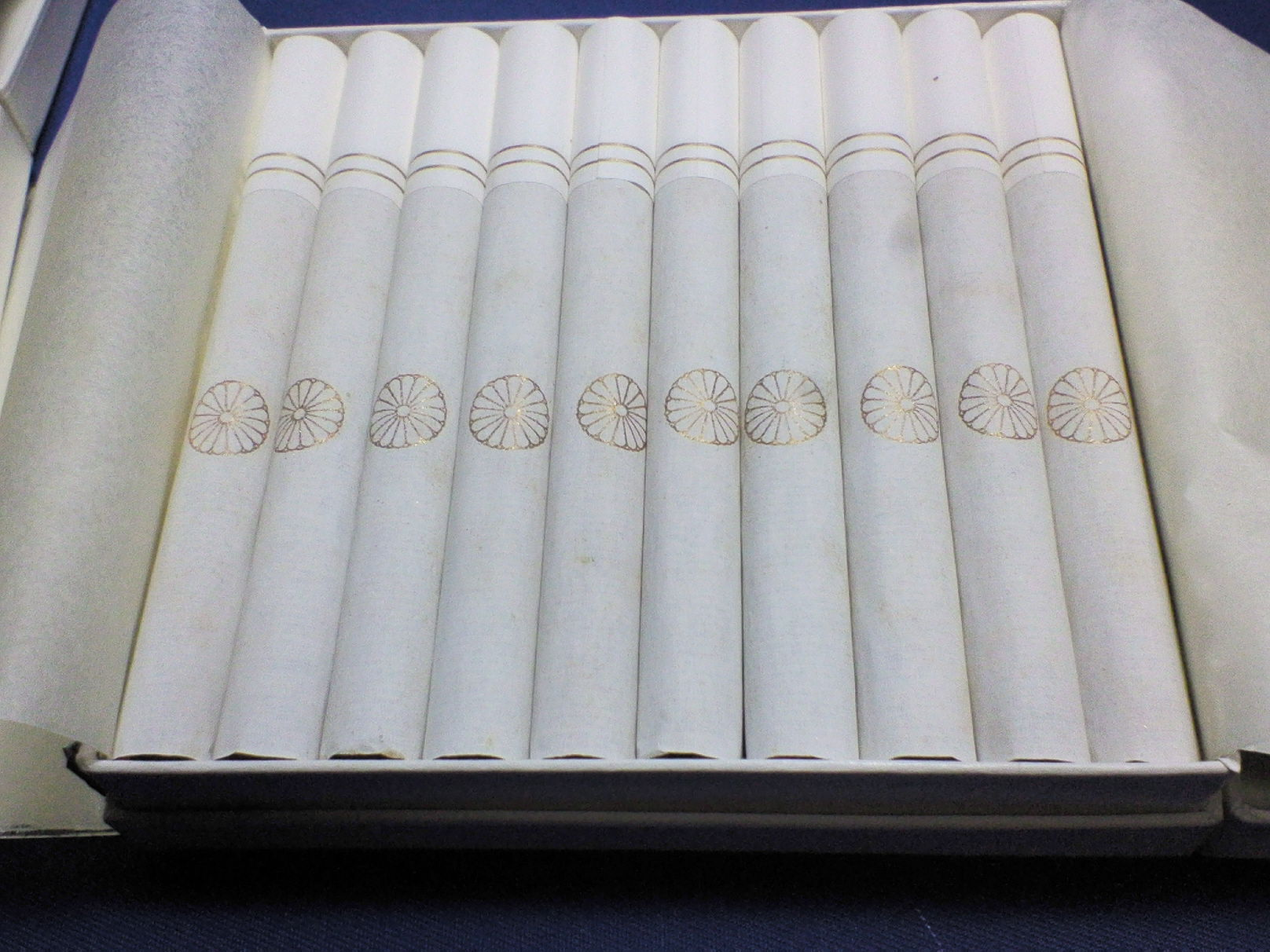
أونشي نو تاباكو، مع الختم الإمبراطوري الياباني في وسط السيجارة

تبغ أونشينو"أونشي نو تاباكو"( 恩賜のたばこ ) أو "أونشيتاباكو"( 恩賜煙草 ) وهي: علب السجائر التي كان يوزعها الإمبراطور الياباني. وكانت هناك أنواع أخرى من التبغ الخاص لأقارب الإمبراطور وأفراد الأسرة الإمبراطورية. وقد توقف إنتاج النوع الأول في عام 1945. توقف تبغ أونشينو أخيرًا في نهاية عام 2006،وكان آخر منتج هو شركة التبغ اليابانية.

## التاريخ
الأصل الدقيق لتبغ أونشينو غير معروف، لكن المعروف هو أن تبغ أونشينو كان موجودًا منذ عصر ميجي، وقد قدمت الإمبراطورة شوكين"قرينة الإمبراطور ميجي"، الجنود الجرحى في تمرد ساتسوما عام 1877 مع تبغ أونشينو كهدايا، وفقًا للسجلات الرسمية. خلال الحرب الصينية اليابانية (1894-1895)، تم إنتاج السجائر من قبل شركة إيوايا شوكاي.
بين عامي 1883 و1904، أنتجت ياناجيا في نيبونباشي التبغ المقطع، ومنذ عام 1894، أنتجت السجائر. وفي عام 1894، مُنحت شركة إيوايا شوكاي الإذن بإنتاج تبغ أونشينو الذي تم توزيعه على الجنود المشاركين في الحرب الصينية اليابانية.
عام 1904، ذهب إنتاجه إلى وكالة احتكار التبغ، وذهب خط إنتاج إيوايا شوكاي إلى مكان إنتاج التبغ الأول في طوكيو، وفي نفس العام، بدأ إنتاج التبغ الإمبراطوري ليس فقط للنبلاء، مثل الإمبراطور تايشو وأقاربه، ولكن أيضًا لأغراضه الأصلية. كان التبغ الإمبراطوري يُصنع من أوراق خاصة من التبغ، في حين كان التبغ الخاص للنبلاء والهدايا يُصنع من أجود أوراق فوجي؛ كما تم إنتاجها بعناية فائقة يدويًا. كان الإمبراطور تايشو مدخنًا وقام بتدخين سجائره المنتجة حصريًا، بينما لم يدخن الإمبراطور شووا، ومع ذلك، استمر إنتاج التبغ الإمبراطوري.
بدأ نظام تبغ أونشينو الرسمي في عام 1933. وخلال سنوات الحرب، تم تضمينه في إمدادات الجيش والبحرية، حيث تم إعداد كل طلب يدويًا، حتى أن السجائر الخاصة تم ذكرها في أغنية حربية تسمى "سورانو يوشي" (شجاع رجال السماء) عام 1939 والتي صورت معارك خالخين جول.
على عبوة تبغ أونشينو تمت طباعة حرف: هدية، وتعني "هدية من رجل نبيل"، وكان شعار الأقحوان على كل سيجارة. وبحسب ما ورد كان طعم تبغ أونشينو هو نفس طعم السجائر الأخرى، ووفقًا لبعض الرجال الذين تذوقوها، كان طعمها مرًا على عكس الحلو. ولم يتم بيعها في السوق، وكانت تُعطى حصريًا للأشخاص المزينين والحاضرين في الحفلات الإمبراطورية، وزوار ومتطوعي البيت الإمبراطوري الياباني، ورجال الأمن في الأسرة الإمبراطورية.
توقف إنتاج التبغ الخاص لأقارب الإمبراطور شووا بأمر من المقر العام لقوات الحلفاء في اليابان في عام 1945 ومع ذلك، استمر إنتاج تبغ أونشينو كهدايا.
وفي 25 يونيو 1959، تم تقديمها إلى كل عضو في فريق طوكيو جاينتس وأوساكا تايجرز، وهما فريقان محترفان للبيسبول لعبا قبل الإمبراطور شووا. ووفقًا لسجلات النظام الغذائي الوطني، كانت مماثلة لسجائر أساهي (30 ينًا لكل 20 سيجارة، في عام 2010 كان سعر التبغ 20 ين).
كان هناك نوع آخر من التبغ لضيوف وكالة البلاط الإمبراطوري وأقارب الإمبراطور، وكان يحمل شعار الأقحوان مع 14 بتلة، مقابل 16 بتلة رسمية.
بسبب النتائج الصحية الأخيرة التي تؤكد أن تدخين التبغ يشكل خطرا على صحة الفرد، تم إيقاف تبغ أونشينو في نهاية  عام 2006، وبدلًا من ذلك غالبا ما يتم تقديم(أونشينو كونبيتو)، وهي عبارة عن حلوى.

## مصطلحات التبغ المتعلقة بالأسرة الإمبراطورية
تبغ غوريو(غوريو تاباكو/ 御料たばこ ): تبغ للإمبراطور والإمبراطورة والإمبراطورة الأرملة، بدأ إنتاجه في عام 1873 على يد سوتويكي شوزابورو (كان اسم المتجر ياناجيا)، وذهب العقد إلى مكتب احتكار التبغ في عام 1904، الذي بدأ إنتاج التبغ للإمبراطور ميجي في نفس العام وللإمبراطورة في العام المالي 1906. في البداية، كانت أوراق التبغ هي تلك المخزنة في المنازل التقليدية منذ عصر كانبون (1661 - 1672) وعصور أخرى حتى عصر كانسي (1789 - 1800)؛ منذ عام 1908، تم اختيار منتجي وأماكن التبغ الممتازة، وتم تجفيف الأوراق وتخزينها لعدة سنوات على الأقل، وكانت الأوراق هي أوراق كوكوبو (اسم المكان)، وإيزومي، وتاروميزو، وإيبوسوكي، ومارو، وميزوفو، وتاينو، وكيريغاسا. والأخير استخدم لتنعيم الطعم وكانت جميعها أوراق ممتازة في اللون والجفاف والتحضير.
تم إنتاج تبغ غوريو بإشراف شديد ومع تطهير بالكحول، وتم فحص صحة العمال وسلوكهم بشدة، وتم تحويل تبغ غوريو للإمبراطور ميجي إلى سجائر، شمس واحدة (1.195 بوصة)، و0.7 شمس و0.6 شمس في الطول، مع "علامة الأقحوان فقط في سيجارة الشمس الواحدة. كانت العلبة تحتوي على عشرين سيجارة؛ صندوق بولونيا واحد يحتوي على 100 سيجارة. لم يكن تبغ غوريو الخاص بالإمبراطور تايشو يحتوي على سيجارة واحدة بطول الشمس فحسب، بل كان يحتوي أيضًا على سيجار (تركيا وهافانا وسيجار تركيا-هافانا: العلبة تحتوي على 25 سيجار).تم إنتاج سيجار غوريو للإمبراطورة ميجي. في عام 1908، كان قطرهما 2 سن و4 بو (2.86 بوصة) و7 سن 5 رين (0.895 بوصة). كانت الإمبراطورة شوكين مدخنة ولكن لم يدخن قط أمام الإمبراطور.
تبغ توكوسي(توكوسي تاباكو/ 特製たばこ ): التبغ المُصنع خصيصًا، كان هناك نوعان من التبغ الخاص؛ أحدهما لمجلس ولي العهد والإمبراطورة وبيوت الأمراء (أقارب الإمبراطور) والآخر لهدايا وكالة البلاط الإمبراطوري وبيوت الأمراء شملت بيوت الأمراء أريسوجاوا، كيتاشيراكاوا، كايو، كوني وآخرين، وتم إنتاج السجائر لهم على التوالي. توقف إنتاج التبغ الخاص لأقارب الإمبراطور في عام 1945 بأمر من المقر العام لقوات الحلفاء.
كانت جودة هذا التبغ ممتازة، حيث كان من مستوى فوجي (اسم السجائر)، في السنة المالية 1918، تم إنتاجه بجودة أساهي وفي السنة المالية 1920، تم إنتاجه من مستوى شيكيشيما. وقد تم طبع علامة الأقحوان في وسط السجائر لمنع الدهس عليها، وفي سنوات الحرب زاد إنتاج تبغ الهدايا ليصل إلى ذروة بلغت 28.656.000 سيجارة في العام المالي 1944. الآسيوي ذو الأوراق التقليدية كما تم إنتاج السيجار الذي يحتوي على أوراق الهافانا، وكانت معظم السجائر من النوع الخاص، 100 سيجارة للعلبة، بينما جاءت السجائر الخاصة بوكالة التدبير المنزلي في علب مكونة من 100 و50 و20 وعشر وخمس سجائر. تم تضمين خمسة وعشرين سيجارًا في صندوق صغير.

## العبوة

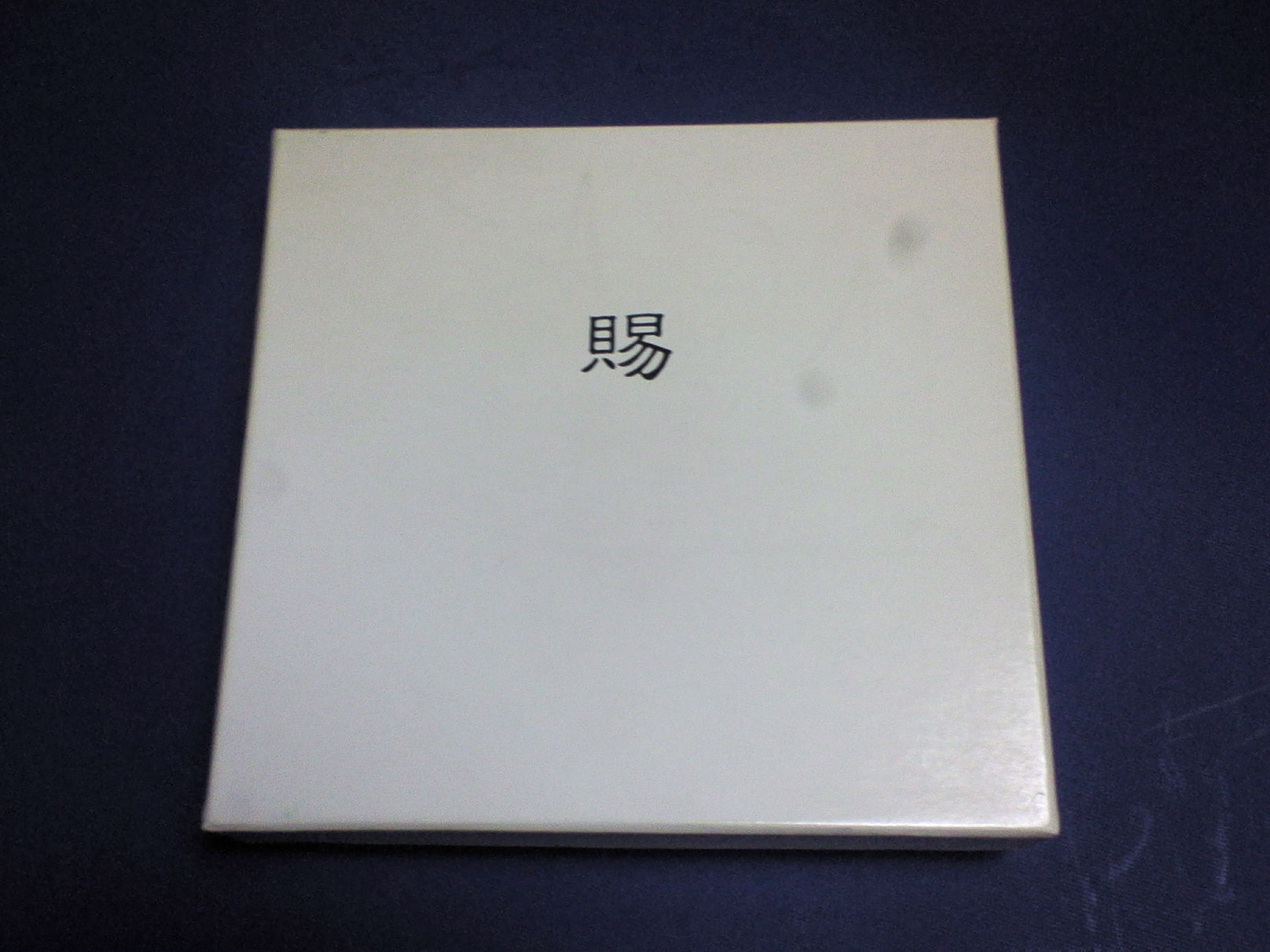
صندوق التبغ الإمبراطوري في الفترة الأخيرة

عندما تم إنتاجها لأول مرة، تمت طباعة أحرف "أونشي" ( 恩賜 ) باللون الذهبي على العبوة، وتم تسميتها رسميًا بالمنتج الخاص رقم 1. وعندما أصبح وضع الحرب أكثر قتامة، تم استبدال الأحرف الذهبية بأحرف سوداء، ثم تم تقليصها إلى حرف واحد. 賜 ظلت هذه العبوة على هذا النحو خلال سنوات ما بعد الحرب. في عام 1982 تم تصنيع العبوات لعشرة و20 و50 و100 سيجارة، وكان التبغ الخاص بوكالة البلاط الإمبراطوري يسمى التبغ الخاص رقم 2 ويحتوي على شعار الأقحوان على خلفية بيضاء، ومنذ عام 1968، أصبحت العبوة المكونة من 14 بتلة أقحوان، تم إنتاج التبغ الخاص رقم 3 لأقارب الإمبراطور.

## المصانع والإنتاج
تم إنتاج جميع منتجات تبغ أونشينو في العديد من المصانع في محافظة طوكيو. قبل عام 1945، لم يكن مسموحًا لأي شخص آخر بدخول غرفة الإنتاج، بينما تم فحص العمال بدقة للتأكد من صحتهم. في عام 1973، أنتج ستة أو سبعة عمال مخضرمين هذا المنتج، مما أدى إلى إنتاج جميع أنواع التبغ. وتغليفها يدوياً.
خلال حرب المحيط الهادئ، بلغ الإنتاج السنوي من 1 إلى 2 مليون سيجارة، وبين عامي 1945 و1965 أقل من 100 ألف سيجارة، ومنذ عام 1968، بدأ إنتاج السجائر ذات رؤوس التصفية، حوالي 300 ألف سيجارة سنويًا.

## سيجار أونشينو
لم يتم إنتاج السجائر فحسب، بل أيضًا السيجار الذي كان يحمل شعار أقحوان حلقي مزخرف، مع 25 صندوقًا خشبيًا صغيرًا لكل صندوق. تم إنتاج الأوراق في سومطرة وهافانا، وبدأ إنتاج السيجار في عام 1939، في حين بدأ السيجار الحصري للإمبراطور تايشو في وقت سابق من عام 1917. وفي عام 1945، تم إنتاج 4000 سيجار، وكان هذا ذروة الإنتاج. بين عامي 1945 و1982، بلغ متوسط تم إنتاج 2500 سيجار.

## في الثقافة
- ويقال إن الروائي يوكيو ميشيما قام بتدخين تبغ أونشينو قبل ارتكاب جريمة الهاراكيري في عام 1970.
- يوشيو يوشيدا، لاعب البيسبول في فريق هانشين تايجرز، يعتز بـتبغ أونشينو لأكثر من 50 عامًا.

## انظر ايضا
- التدخين في اليابان